# The Battle of Trafalgar (film, 1911)
Pour les articles homonymes, voir The Battle of Trafalgar.
Pour plus de détails, voir Fiche technique et Distribution.
The Battle of Trafalgar (« La Bataille de Trafalgar ») est un film américain réalisé par J. Searle Dawley, sorti en 1911.
Ce film muet en noir et blanc met en scène le vice-amiral britannique Horatio Nelson, héros de la bataille de Trafalgar (1805).

## Fiche technique
- Titre original : The Battle of Trafalgar
- Réalisation : J. Searle Dawley
- Scénario : J. Searle Dawley
- Directeur de la photographie : Henry Cronjager
- Société de production : Edison Company
- Société de distribution : General Film Company
- Pays de production :  États-Unis
- Langue : anglais
- Format : Noir et blanc – 1,33:1 – 35 mm – Muet
- Genre : film historique
- Longueur de pellicule : 300 m (1 bobine)
- Durée : 51 minutes
- Année : 1911
- Date de sortie :
  - États-Unis : 22 septembre 1911

## Distribution
- Sydney Booth : Lord Nelson
- Herbert Prior : Lieutenant Prescott
- James Gordon : Capitaine Hardy
- Charles Ogle : le chirurgien du navire
- Laura Sawyer : la fiancée du Lieutenant Prescott
- Willis Secord